# صاریغ باریک‌اندام آگریکولا
صاریغ باریک‌اندام آگریکولا (نام علمی: Cryptonanus agricolai) نام یک گونه از سرده نهان‌کوتوله‌ها است.